# Julien Gauthier
Julien Gauthier (* 15. Oktober 1997 in Pointe-aux-Trembles, Québec) ist ein kanadischer Eishockeyspieler, der seit Juli 2023 bei den New York Islanders in der National Hockey League (NHL) unter Vertrag steht und parallel für deren Farmteam, die Bridgeport Islanders, in der American Hockey League zum Einsatz kommt. Zuvor war der rechte Flügelstürmer in der NHL bereits für die Carolina Hurricanes, New York Rangers und Ottawa Senators aktiv.

## Karriere
Julien Gauthier wurde in Pointe-aux-Trembles geboren, einem Stadtteil von Montréal, und spielte dort in seiner Jugend unter anderem für das Nachwuchsprogramm Montréal Royal. Zur Saison 2013/14 wechselte er zu den Foreurs de Val-d’Or in die Ligue de hockey junior majeur du Québec (LHJMQ), die ranghöchste Juniorenliga seiner Heimatprovinz. Zuvor hatten ihn die Foreurs im Entry Draft 2013 der Liga an sechster Position ausgewählt. Bereits als Rookie gewann der Flügelstürmer mit dem Team die LHJMQ-Playoffs um die Coupe du Président, ehe er seine persönliche Statistik im Folgejahr deutlich auf 73 Scorerpunkte aus 68 Spielen steigerte. Diesen Punkteschnitt von über 1,0 pro Spiel bestätigte er auch in der Spielzeit 2015/16, sodass ihn die Carolina Hurricanes im NHL Entry Draft 2016 an 21. Position berücksichtigen. Anschließend kehrte der Kanadier für ein weiteres Jahr in die LHJMQ zurück, wobei er im Januar 2017 an die Saint John Sea Dogs abgegeben wurde. Mit diesen errang er am Ende der Saison seine zweite Coupe du Président, verpasste jedoch im anschließenden Memorial Cup 2017 – ebenso wie 2014 – das Finale.
Zur Spielzeit 2017/18 wechselte Gauthier schließlich in die Organisation der Carolina Hurricanes, die ihn bereits im Juli 2016 mit einem Einstiegsvertrag ausgestattet hatten. Vorerst wurde er jedoch in deren Farmteam eingesetzt, den Charlotte Checkers aus der American Hockey League (AHL). Auch dort etablierte sich der Angreifer als regelmäßiger Scorer, während er mit den Checkers in den AHL-Playoffs 2019 den Calder Cup gewann. Im Oktober 2019 gab er schließlich sein Debüt für die Hurricanes in der National Hockey League (NHL), kam jedoch weiterhin überwiegend bei den Checkers zum Einsatz. Im Februar 2020 wurde Gauthier im Tausch für Joey Keane an die New York Rangers abgegeben.
In New York war Gauthier in der Folge drei Jahre aktiv, bevor er im Februar 2023 samt einem konditionalen Siebtrunden-Wahlrecht im NHL Entry Draft 2023 an die Ottawa Senators abgegeben wurde. Im Gegenzug erhielten die Rangers Tyler Motte. Aus dem Siebtrunden-Wahlrecht sollte eines für die sechste Runde werden, sofern die Rangers mindestens die zweite Runde der Playoffs erreichen, was ihnen nicht gelang. Anschließend wechselte Gauthier im Juli 2023 als Free Agent zu den New York Islanders.

### International
Erste internationale Erfahrungen sammelte Gauthier bei der World U-17 Hockey Challenge 2014 im Januar, bei der er mit dem Team Canada Québec den vierten Platz belegte. Mit der kanadischen U20-Nationalmannschaft folgte ein enttäuschender sechster Rang bei der U20-Weltmeisterschaft 2016, ehe man im Folgejahr im Endspiel den Vereinigten Staaten unterlag und somit die Silbermedaille gewann.

## Erfolge und Auszeichnungen
- 2014 Coupe-du-Président-Gewinn mit den Foreurs de Val-d’Or
- 2016 Teilnahme am CHL Top Prospects Game
- 2017 Coupe-du-Président-Gewinn mit den Saint John Sea Dogs
- 2019 Calder-Cup-Gewinn mit den Charlotte Checkers

### International
- 2017 Silbermedaille bei der U20-Weltmeisterschaft

## Karrierestatistik
Stand: Ende der Saison 2024/25

### International
Vertrat Kanada bei:
- World U-17 Hockey Challenge 2014 im Januar
- U20-Weltmeisterschaft 2016
- U20-Weltmeisterschaft 2017

(Legende zur Spielerstatistik: Sp oder GP = absolvierte Spiele; T oder G = erzielte Tore; V oder A = erzielte Assists; Pkt oder Pts = erzielte Scorerpunkte; SM oder PIM = erhaltene Strafminuten; +/− = Plus/Minus-Bilanz; PP = erzielte Überzahltore; SH = erzielte Unterzahltore; GW = erzielte Siegtore; 1 Play-downs/Relegation; Kursiv: Statistik nicht vollständig)

## Familie
Sein Onkel Denis Gauthier war als Eishockeyspieler ebenfalls in der NHL aktiv.